# 碛塄乡
碛塄乡是中国陕西省榆林市府谷县下辖的一个乡。

## 行政区划
碛塄乡下辖以下行政区：
碛塄村、杨庄村、李家畔村、郝家角村、高尧峁村、郝家寨村、王家洼村、柳坬村、伙家山村、刘家峁村、蔚家渠村、石堡村、石马川村、乔地渠村